# Masaaki Kishibe
Masaaki Kishibe (岸部眞明), född 13 januari 1964 i Osaka, Japan, är en fingerstyle-gitarrist från Japan.